# Lord Garioch
Lord (of) Garioch ist ein erblicher britischer Adelstitel in der Peerage of Scotland, der heute als nachgeordneter Titel vom jeweiligen Earl of Mar geführt wird.
Der Titel bezieht sich auf die Region Garioch in Aberdeenshire.

## Verleihung
Der Titel wurde 1320 von König Robert I. für seine Schwester Christina Bruce, die Witwe des 1305 verstorbenen Gartnait, 7. Earl of Mar, geschaffen. Bei ihrem Tod fiel der Titel an ihren Enkel Thomas, 9. Earl of Mar und wurde diesem mit Urkunde vom 27. Januar 1357 bestätigt. Der Lordtitel ist seither ein nachgeordneter Titel des jeweiligen Earls of Mar.
Heutige Titelinhaberin ist Margaret of Mar, 31. Countess of Mar als 24. Lady Garioch.

## Liste der Lords Garioch (1320)
- Christina Bruce, 1. Lady Garioch († 1356)
- Thomas, 9. Earl of Mar, 2. Lord Garioch († 1374)
- Margaret, 10. Countess of Mar, 3. Lady Garioch († um 1391)
- Isabel Douglas, 11. Countess of Mar, 4. Lady Garioch (um 1360–1408)
- Alexander Stewart, 12. Earl of Mar, 5. Lord Garioch († 1435)
- Robert Erskine, de iure 13. Earl of Mar, 6. Lord Garioch († 1453)
- Thomas Erskine, de iure 14. Earl of Mar, 7. Lord Garioch († 1494)
- Alexander Erskine, de iure 15. Earl of Mar, 8. Lord Garioch († 1510)
- Robert Erskine, de iure 16. Earl of Mar, 9. Lord Garioch († 1513)
- John Erskine, de iure 17. Earl of Mar, 10. Lord Garioch († 1552)
- John Erskine, 18. Earl of Mar, 11. Lord Garioch († 1572)
- John Erskine, 19. Earl of Mar, 12. Lord Garioch (um 1558–1634)
- John Erskine, 20. Earl of Mar, 13. Lord Garioch (um 1585–1654)
- John Erskine, 21. Earl of Mar, 14. Lord Garioch († 1668)
- Charles Erskine, 22. Earl of Mar, 15. Lord Garioch (1650–1689)
- John Erskine, 23. Earl of Mar, 16. Lord Garioch (1675–1732) (Titel 1716 verwirkt)
- John Erskine, 24. Earl of Mar, 17. Lord Garioch (1741–1825) (Titel 1824 wiederhergestellt)
- John Erskine, 25. Earl of Mar, 18. Lord Garioch (1772–1828)
- John Erskine, 26. Earl of Mar, 19. Lord Garioch (1795–1866)
- John Goodeve-Erskine, 27. Earl of Mar, 20. Lord Garioch (1836–1930)
- John Goodeve-Erskine, 28. Earl of Mar, 21. Lord Garioch (1868–1932)
- Lionel Erskine-Young, 29. Earl of Mar, 22. Lord Garioch (1891–1965)
- James of Mar, 30. Earl of Mar, 23. Lord Garioch (1914–1975)
- Margaret of Mar, 31. Countess of Mar, 24. Lady Garioch (* 1940)

Voraussichtliche Titelerbin (Heiress Presumptive) ist deren Tochter Susan of Mar, Mistress of Mar (* 1963).